# 734. lovski polk (Wehrmacht)
Za druge 734. polke glej 734. polk.
734. lovski polk (izvirno nemško Jäger-Regiment 734) je bil lovski polk v sestavi redne nemške kopenske vojske med drugo svetovno vojno.

## Zgodovina
Polk je bil ustanovljen v Grčiji 29. marca 1943 z reorganizacijo 734. grenadirskega polka in dodeljen 104. lovski diviziji.